# Afrodescendiente

Diáspora africana en el mundo
África
+ 10,000,000
+ 1,000,000
+ 100,000
+ 10,000

El vocablo afrodescendiente hace alusión a personas nacidas fuera de África que tienen antepasados de dicho continente. 

## Adopción del término
El término "afrodescendiente" fue adoptado en diciembre de 2000 en la Conferencia Regional de las Américas, llevada a cabo en Santiago de Chile, que sirvió como preparación de la III Conferencia Mundial contra el Racismo, la Discriminación Racial, la Xenofobia y las Formas Conexas de Intolerancia, celebrada en 2001 en la ciudad de Durban. La adopción del término en dicha conferencia tuvo como objetivo el reconocimiento de los descendientes de personas africanas que llegaron durante la época colonial al continente americano como parte del comercio de esclavos, y que sufrieron históricamente la discriminación y la negación de derechos humanos.
En diciembre de 2014, la Asamblea General de la ONU, en su resolución 68/237, proclamó el Decenio Internacional para los Afrodescendientes (2015-2024).

## Afrodescendientes en América Latina

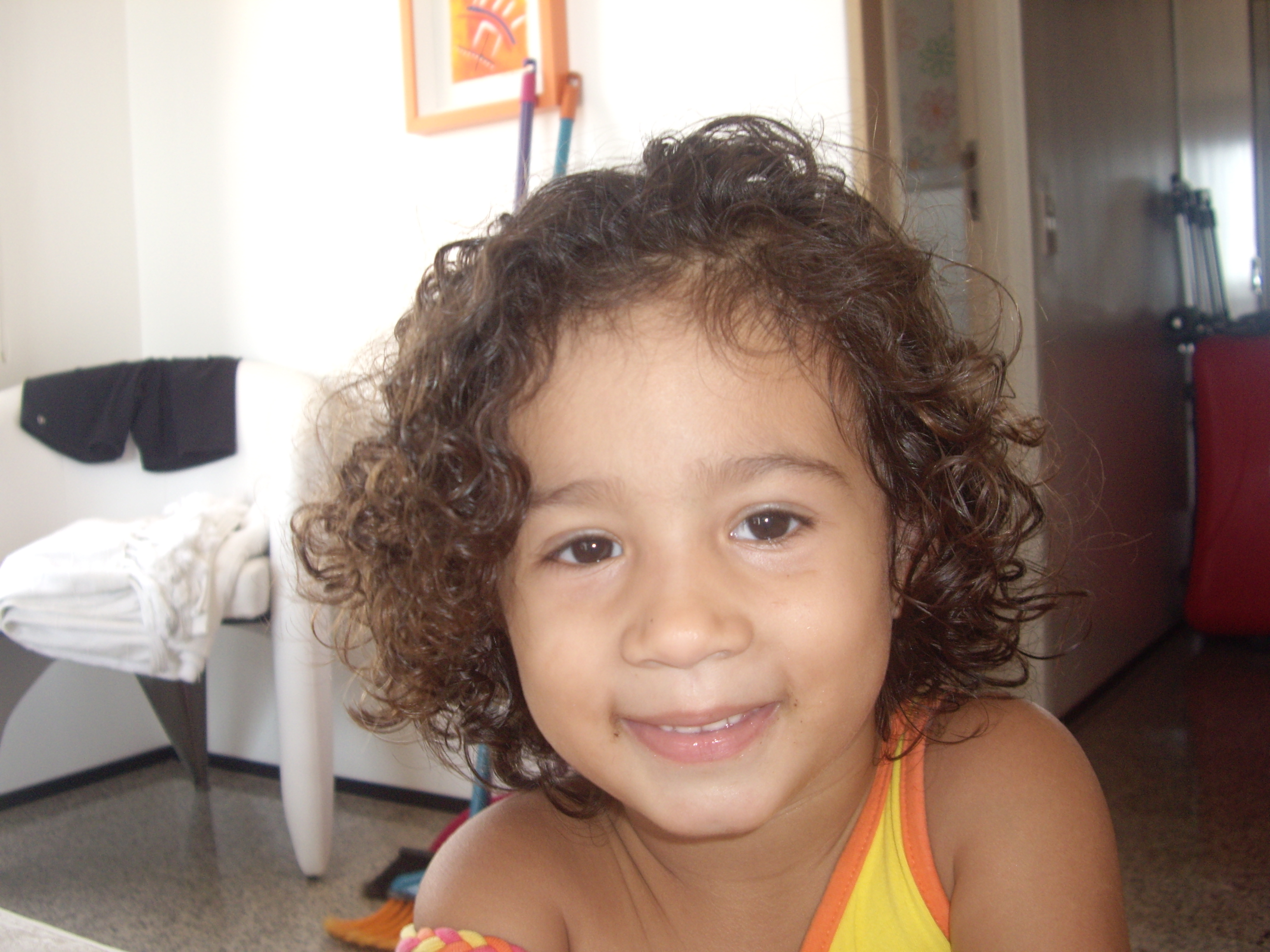
Niña afrodescendiente brasileña.

En América Latina en 2020 se estimaba una población de 134 millones de personas.

## Otros usos
El término afrodescendientes también hace referencia a los descendientes de africanos nacidos fuera de este continente debido a las migraciones internacionales actuales y pasadas.